# روجر هاريس
روجر هاريس (27 يوليو 1933 بأوكلاند في نيوزيلندا - ) (بالإنجليزية: Roger Harris)‏ هو لاعب كريكت نيوزلندي. شارك مع منتخب نيوزيلندا الوطني للكريكت.

## وصلات خارجية
- روجر هاريس على موقع إي آس بي آن كريك إنفو (الإنجليزية)